# Palynologie

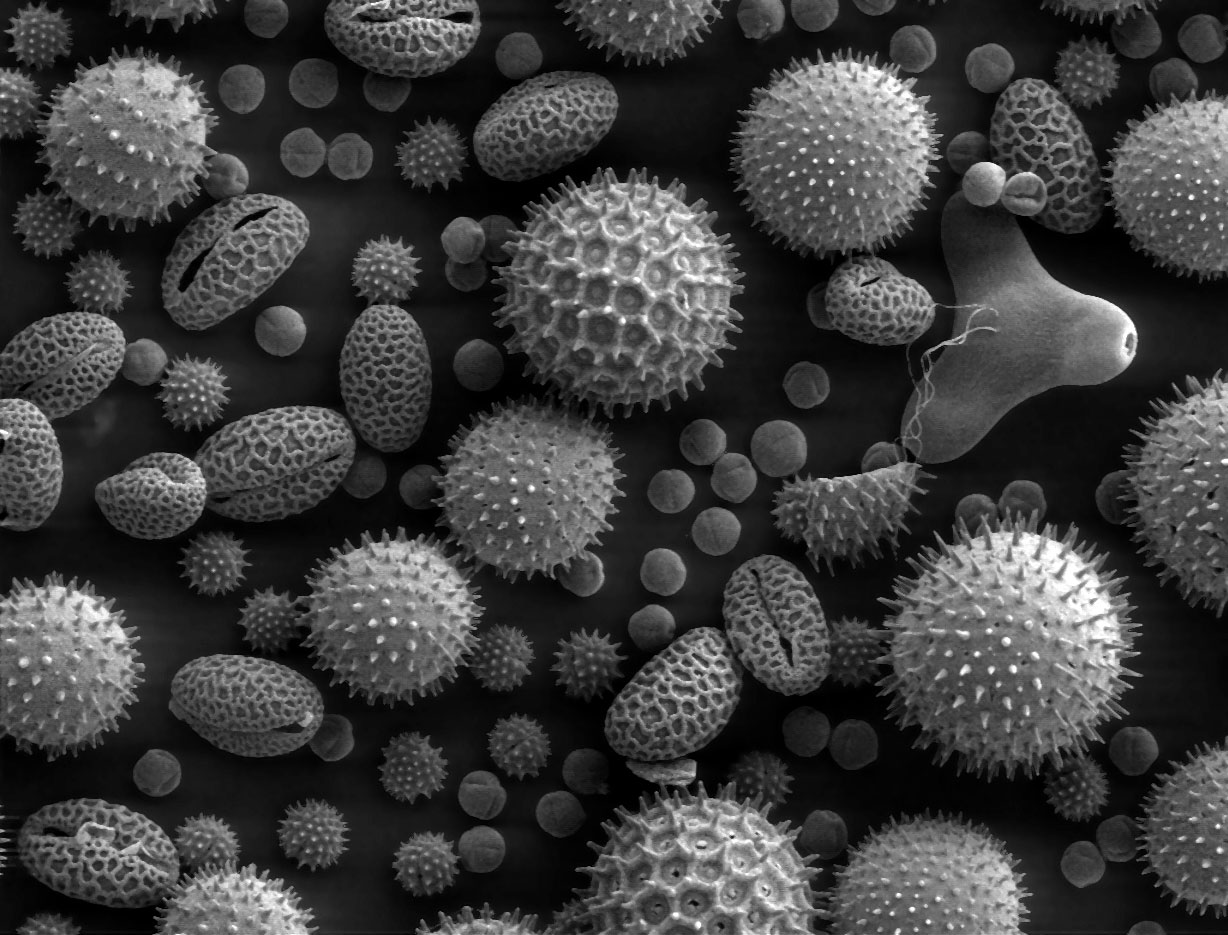
Různé tvary rostlinných pylů

Palynologie je paleobotanická metoda moderní archeologie. Zaměřuje se na zkoumání tvaru a stavby pylů, a to jak z rostlin fosilních, tak rostlin patřících do geologické současnosti. Je významná také pro mapování evoluční historie různých vývojových linií rostlin.

## Vlastnosti pylů
Pylová zrna, samčí pohlavní buňky rostlin, se prvně u rostlin objevila před 300 miliony let. Po uvolnění pylového zrna z prašníku a jeho setkání s bliznou dochází k hydrataci zrna, z toho následně vyroste pylová láčka a ta pronikne do semeníku, kde oplodní samičí buňku. Rostliny však produkují mnohem více pylu než se spotřebuje k opylení a nevyužitý pyl je roznášen do blízkého i vzdáleného okolí. Pylové zrno je kryto obalem, který má za úkol ochránit samčí buňku před vyschnutím, zářením nebo jiným poškozením při cestě z prašníku na bliznu. Obal je tvořen nedusíkatým biopolymerem sporopoleninem, který je velmi odolný, nezvětrává, nerozrušují ho bakterie ani houby. V prostředí bez kyslíků a při spíše kyselém pH vydrží bez porušení i řádově stovky tisíc let.

## Použití
Povrchová struktura pylových zrn je natolik specifická, že mikroskopickým rozborem lze podle tvarů určit druh nebo alespoň většinou rod (u trav mnohdy jen čeleď) běžných rostlin. Tohoto jevu právě využívá palynologie pro určování taxonů rostlin v archeologii nebo alergologii a také pro získání znalosti o vývoji vegetace v minulosti. Dokáže se takto z různých sedimentů zjistit, jak docházelo v průběhu století i tisíciletí ke změnám prostředí.
Rozborem pylových zrn si také pomáhá archeologie při studiu způsobu života prapředků. Tehdy se dělají průzkumy starých odpadních jam, ve kterých je pylové spektrum závislé ne na nalétaném pylu, ale na složení stravy lidí, co používali z rostlinného materiálu v domácnosti a čím krmili hospodářská zvířata. Čím dále do minulosti, tím obtížněji se v pylových rozborech dokazuje přítomnost člověka a jeho aktivita.
Pomocí této metody lze kvalifikovat jednotlivé druhy a následně provést částečnou rekonstrukci minulé krajiny. Slouží také k určování stáří usazenin, například rašelin či spraše z předchozích geologických období. Analyzuje pylová zrna v sedimentech, kde uvízla po zavátí.
Podle pylů lze rekonstruovat dávný porost či klimatické podmínky v blízkosti archeologického naleziště. Nejjednodušší získávání vzorků je z rašelinišť nebo dna jezer.
Pyly se ze sedimentů dostávají pomocí macerace, což je chemický proces, při kterém se počítá s rozličnou odolností minerálních látek vůči chemickým činidlům. Macerací se pylová zrna očistí od přebytečného balastu. Nejčastějším činidlem je acetylační směs anhydridu kyseliny octové a koncentrované kyseliny sírové. Tato směs nejen vzorek vyčistí, ale i mírně naleptá sporopoleinový povrch, což dovolí pro lepší pozorování pod mikroskopem ho obarvit. Vyčištěný pyl se uchovává v glycerinu, aby je nezničily bakterie a vzduch. Existují klíče, podle kterých se pylová zrna určují, správné určení je otázkou znalostí a praxe.
Pro znázornění změn vegetace v závislostí na čase slouží tzv. pylový diagram. Pokud známe jak rychle se prověřovaný sediment ukládal, můžeme na jednu osu diagramu vynášet hloubku, z které byl vzorek získán, tj. čas, ze kterého pochází. Na druhou vynášíme jednotlivé druhy rostlin a procentuální podíl. Při interpretaci diagramu je nutno dále mít další znalosti o lokalitě, například časté povodně nebo vzdušné proudy přinášející pyl z velké dálky.
V zahraničí se palynologie neužívá pouze jako archeologická metoda, ale například má velký význam v kriminalistice.

## Vhodná místa
Nejvhodnějšími lokalitami pro odběr vzorků pro pylovou analýzu změn v rostlinné vegetaci jsou rašeliniště nebo jezerní usazeniny. U rašelinišť známe rychlost přirůstání rašeliníku a ukládání odumřelých rostlinných zbytků. U jezerních sedimentů, pokud nejsou narušovány vodními živočichy, lze při opatrném postupu taktéž získat velice kvalitní, hodně vypovídající vzorky.
Největší množství vzorků z českého území je sesbíráno z období středověku, zvláště pak z větších středověkých objektů jako jsou města. V rámci středověkých objektů slouží za skvělá naleziště dna studen, kde zrna zůstávají ve vlhku bez většího přístupu vzduchu. Pylová zrna však nemusejí zůstávat jen v krajině, ale mohou být i součástí stavebního materiálu (např. cihel) nebo v tělech zemřelých coby pozůstatek stravování.

## Závěr
Palynologie pomáhá odhalovat historický vývoj životního prostředí, různost zemědělských kultur i lidských sídlišť. Je jedním z nástrojů, který pomáhá zjistit historii běžného života, pomáhá usuzovat na dosažitelnost přírodních zdrojů a způsob jejich využití. Za zásadní můžeme označit přínos palynologie pro znalosti o krajinné archeologii. Oproti klasickým archeologickým metodám zjišťuje vliv osídlení na okolní prostředí podrobněji a komplexněji.

## Ukázky pylů

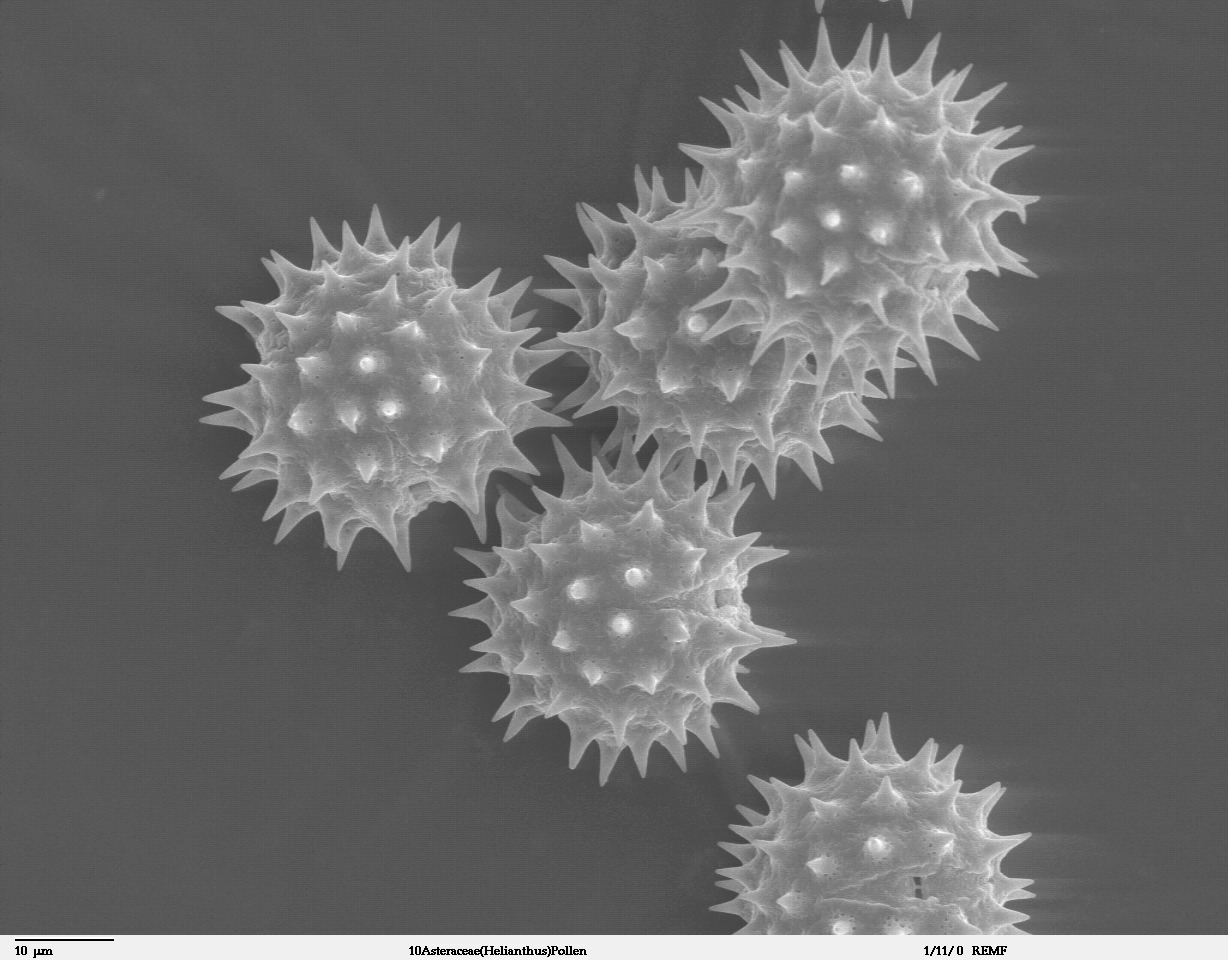
Slunečnice roční (Helianthus annuus)
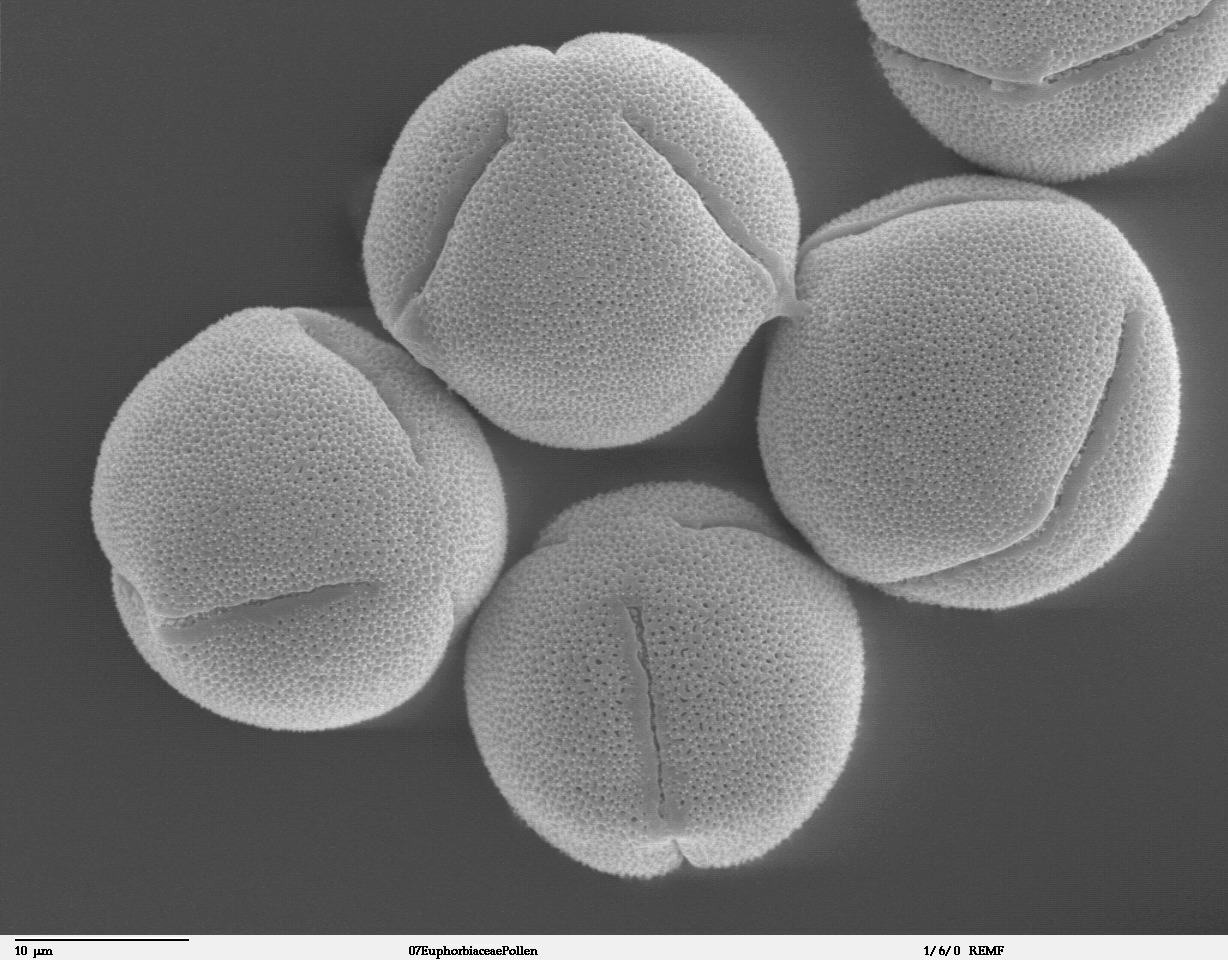
Skočec obecný (Ricinus communis)
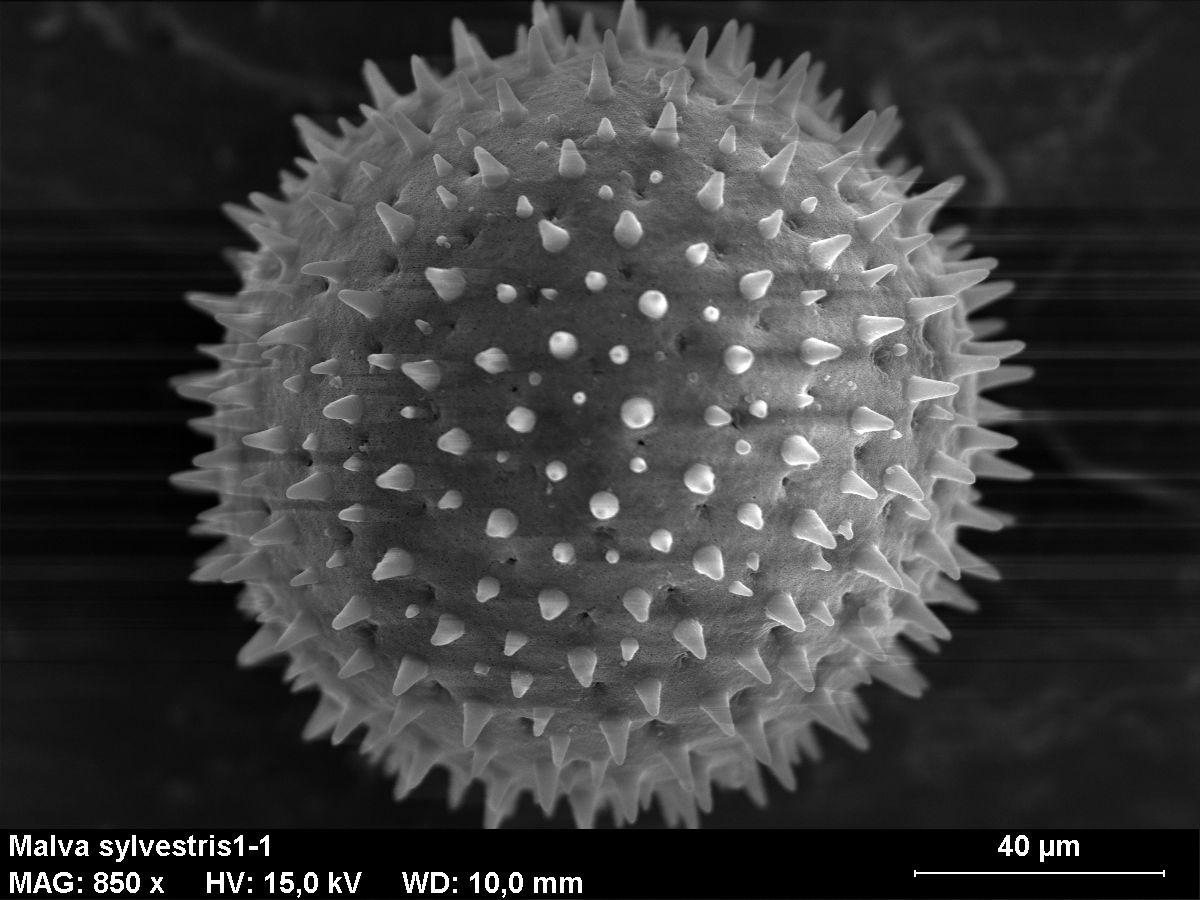
Sléz lesní (Malva sylvestris)
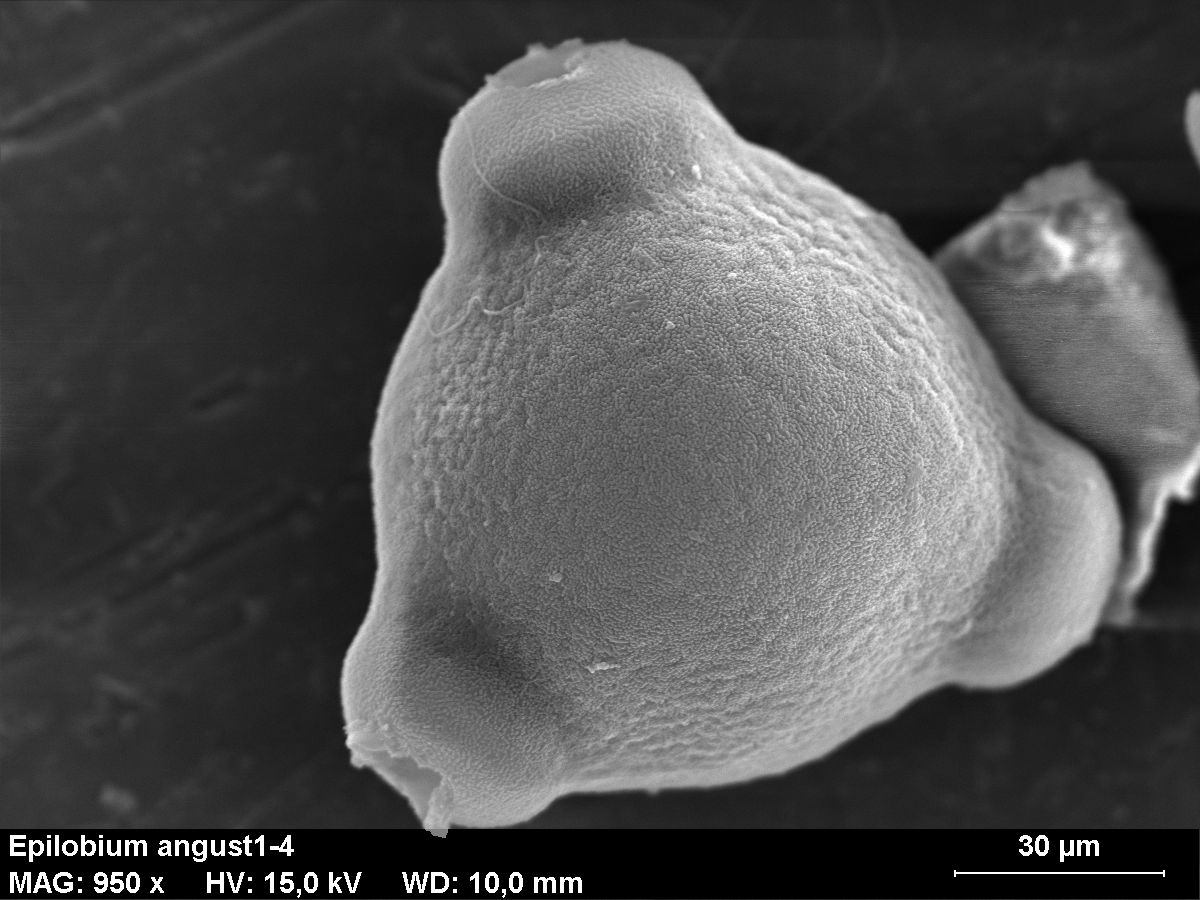
Vrbovka úzkolistá (Epilobium angustifolium)